# Андреевка (Бучанский район)
Андре́евка (укр. Андріївка) — село в Бучанском (ранее Макаровском) районе Киевской области Украины.
Население по переписи 2001 года составляло 1082 человека. Почтовый индекс — 08013. Телефонный код — 4478. Занимает площадь 0,512 км². Код КОАТУУ — 3222780201.

## Российско-украинская война
Во время российского вторжения в Украину от рук российских солдат в селе погибли 14 мирных жителей. Ещё три человека погибли от бомбардировок и не менее двух — от недоступности своевременной медицинской помощи. В Андреевке не осталось ни одного целого дома, а 70 домов и детский сад уничтожены полностью. Про убийство одного из местных жителей вышла статья в интернете.

## Известные уроженцы
Петриченко, Андрей Архипович (1922—1945) — Герой Советского Союза.

## Местный совет
08013, Киевская область, Бучанский район, село Андреевка, улица Меля О. М., 114